# Miltochrista connexa
Miltochrista connexa är en fjärilsart som beskrevs av Alfred Ernest Wileman 1910. Miltochrista connexa ingår i släktet Miltochrista och familjen björnspinnare. Inga underarter finns listade i Catalogue of Life.